# Капланов, Рашид Мурадович
Раши́д Мура́дович Капла́нов (18 января 1949, Москва — 27 ноября 2007, Москва) — российский историк, этнограф, лингвист, специалист в области иудаики. Председатель Российского еврейского исторического общества, президент Европейской ассоциации иудаики, сотрудник Институт всеобщей истории РАН. Во времена СССР входил в полулегальную Еврейскую историко-этнографическую комиссию.

## Биография
Родился в семье дважды лауреата Государственной премии СССР, доктора технических наук Мурада Рашидовича Капланова (1915—1980), специалиста в области радиосвязи, и Лилианы Исаевны Ромбах (1918—1999), уроженки Харбина. Внук юриста Рашид-хана Завитовича Капланова и журналиста Исая Нахимовича (Исайи-Рувима Нохумовича) Ромбаха (1887—1931), редактора просоветских газет «Вперёд» и «Трибуна» в Харбине; племянник поэта Наума Гребнева.
В 1971 году окончил исторический факультет МГУ и аспирантуру там же, кандидат исторических наук (диссертация: «Политическая система Португалии после Второй мировой войны. 1945—1974»). Принимал участие во многих международных конференциях и приобрёл широкую известность как историк. Автор статей и книг по еврейской истории, по истории Португалии и Испании, по проблемам национальных меньшинств и национальных движений в Европе новейшего времени.
С 1980 года изучал еврейскую историю, был одним из руководителей Еврейского исторического общества в Москве, до конца жизни был председателем Академического совета Центра «Сэфер».
В 1994 году был приглашён в Оксфорд (scribal fellow, Oxford Centre for Hebrew and Jewish Studies), в 1995 году — в Прагу (visiting fellow, Central and East European Studies Program). В 1995 году был избран в члены Европейской Академии Наук и Искусств (Лондон).
С 1995 года стоял во главе редколлегии «Вестника Еврейского университета в Москве».
С 1997 года был членом Совета Всемирной ассоциации иудаики (World Union of Jewish Studies), в 2002—2006 годах — президент Европейской ассоциации иудаики (European Association for Jewish Studies, EAJS).
Многие годы преподавал в различных университетах: в Еврейском университете в Москве (позднее — Высшая Гуманитарная школа имени Ш. Дубнова), Государственной классической Академии имени Маймонида, на кафедре иудаики Института стран Азии и Африки при МГУ, в разных городах России (Казань, Тверь, Петрозаводск), Украины (Киев, Львов, Черновцы), Центральной и Западной Европы: Великобритания (Oxford, Aberdeen, Kingston), в Будапеште (Central European University in Budapest), в Германии (Heidelberg, Tübingen, Potsdam), в Дании (Arhus), Италии (Torino, Udine, Pisa), США (Stanford Brandeis, UCLA, Университет Юты), читал курсы лекций, посвящённые разным эпохам еврейской истории.
Его преподавательская деятельность не ограничивалась университетами — в течение десяти лет Рашид Мурадович преподавал также на организуемых Центром «Сэфер» зимних и летних школах по иудаике в различных городах СНГ и Балтии.
В последние годы жизни активно преподавал как в университетах, так и на летних и зимних школах иудаики, был одним из академических руководителей центра «Сэфер».
Был полиглотом, разговаривал на 36 языках. Хромал вследствие полиомиелита, перенесённого в детстве.
Скончался на 59-м году жизни от инфаркта. Похоронен на Малаховском кладбище (еврейская территория).

## Память
Узнав о его смерти, одна из бывших студенток, Маргарита Каганова, написала в своём блоге: «С ним много связано хороших воспоминаний. Он любил принимать экзамены дома <…>. Он знал очень много и выдавал нам квинтэссенцию, мы усваивали гораздо меньше. Зато дома у него было интересно, книги стояли в стеллажах до потолка, а по выходным он часто устраивал „детские праздники“ — собирал учеников и приглашал заодно какого-нибудь заморского гостя. Заморских гостей у него было много, как и заморских друзей.
На лекциях он любил накручивать на палец ниточку, разматывать и опять накручивать, он просто не расставался с ниткой, и мы всегда гадали, где та катушка, от которой он постоянно нитку отматывает.
Однажды я пришла на лекцию одна и испуганно села на первую парту. Он, ничуть не смутясь, крутил ниточку и рассказывал одной мне свои уникальные, на самом деле, истории про средневековых евреев и прочих. Я ужасно смущалась, старалась всё записывать, но его лекции было очень трудно конспектировать. Постепенно подтянулись остальные…».
Посмертно в 2011 году в Москве при поддержке Джойнта, Благотворительного фонда «Ави Хай» и Евро-Азиатского Еврейского Конгресса была издана книга воспоминаний о Капланове. В книгу вошли также статьи самого Р. Капланова и в том числе статья, посвящённая его деду: «R. Z. Kaplanov and his political role during the Civil War in the Caucasus» («Р. З. Капланов и его политическая роль в гражданской войне на Кавказе»).

## Интересные факты
- Сочувствуя национальным движениям и малым этническим группам, Рашид Мурадович выписывал из-за границы газеты, издаваемые на различных языках малых этнических групп.
- Статья о кончине Р. Капланова в журнале «Букник» называлась «Отец российской иудаики»[8]